# Balada para un loco
«Balada para un loco» es un tango-vals compuesto por el músico argentino Astor Piazzolla con letra del poeta uruguayo Horacio Ferrer. Fue interpretado por primera vez por Amelita Baltar, con quien quedó desde entonces asociada.
La canción fue editada en sencillo por CBS en noviembre de 1969, con "Chiquilín de Bachín" en el lado B, de los mismos autores. Al mes siguiente, RCA editó un sencillo con los mismos temas, pero grabados nuevamente por Piazzolla, con diferentes arreglos y cantados por Roberto Goyeneche y la Orquesta de Astor Piazzolla.
El tema ha sido incluido entre las 100 mejores canciones latinas de la historia.[cita requerida] La esquina de avenida Corrientes y avenida Callao de Buenos Aires lleva el nombre de "Esquina Horacio Ferrer" debido al conocido verso de esta canción que dice «¿no ves que va la luna rodando por Callao?».

## Contexto

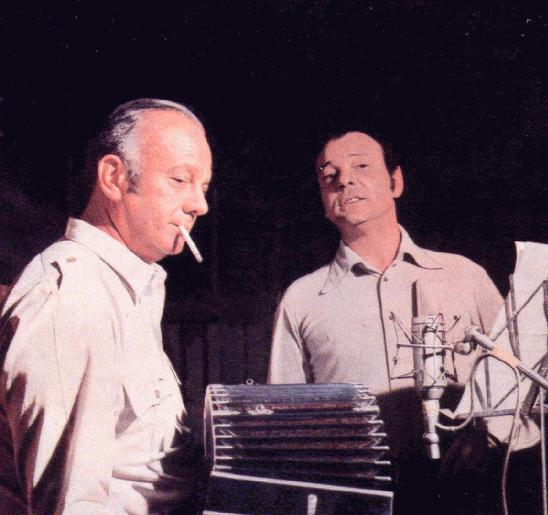
Astor Piazzolla (izquierda) junto a Horacio Ferrer en la portada del disco En persona de 1970, que incluye "Balada para un loco", recitada por Ferrer.

En la década de 1960 Argentina estaba viviendo un fuerte movimiento cultural de renovación de la canción popular en todos los géneros, a través de experiencias como el Nuevo Cancionero folklórico, el tango de vanguardia, el llamado rock nacional, el cancionero infantil de María Elena Walsh y el cuarteto cordobés. Las canciones que en ese momento compusieron Piazzolla y Ferrer y en especial "Balada para un loco", resultaron decisivas en ese proceso de creación de la nueva canción argentina.
En 1967 Astor Piazzolla y Horacio Ferrer habían comenzado una prolífica asociación musical-poética que duraría varios años. Ferrer ha contado que Piazzolla fue y le dijo: "Quiero que trabajes conmigo porque mi música es igual a tus versos". El primer resultado de esa asociación fue la composición de la operita María de Buenos Aires, estrenada con gran éxito en 1968. A partir de ese momento Piazzolla y Ferrer comenzaron a componer canciones populares, entre las que se encontraba por ejemplo "Chiquilín de Bachín", pero sin lanzarlas masivamente.

## Festival Iberoamericano de la Canción de 1969
La canción "Balada para un loco" se presentó en un concurso organizado por la Municipalidad de Buenos Aires, era parte de una Semana de Buenos Aires, que se había desarrollado entre el 8 y el 15 de noviembre y que culminó con el concierto de los finalistas del Primer Festival Iberoamericano de la Danza y la Canción en el Luna Park el 16 del citado mes, en donde participaron solistas como grupos musicales, además de conjuntos de danzas tradicionales de varios países de América. La canción ganadora se elegiría por una votación popular, y también por un "jugado técnico" integrado en parte de personas conocidas por Piazzolla como Eduardo Lagos, Horacio Malvicino y Albino Gómez, este último recuerda:

(...) los integrantes del jurado técnico votamos para el primer premio pero que lo perdió por la decisión del voto popular, que le otorgó dicho premio al tango "El último tren" de Julio Ahumada. Ese tango tuvo una sola grabación, la del propio concurso, y nunca otra más. En cambio, la "Balada para un loco", como es sabido, constituyó un éxito mundial.
Albino Gómez.

La revista Análisis dedicó a Piazzolla y su canción la tapa del número correspondiente a la semana del 25 de noviembre al 1 de diciembre, con el título "Balada para un rebelde", al artículo se le destinaron tres páginas, el autor del artículo Jorge Andrés relató que por el festival circularon 1300 canciones, el premio eran 5 mil dólares a los compositores del mejor tema en cada uno de los géneros del concurso, los mimos eran: tradicional, tango e internacional, además de 2500 para su intérprete. La canción de Astor Piazzolla y Horacio Ferrer perdió por 9 votos contra 25, pese de conseguir para el bandoneonista y para su cancionista Amelita Baltar la más estentórea muestra de apoyo popular que haya recibido en su prolongada carrera.
Según el autor de su letra, Ferrer, reconoció que la génesis de la letra estuvo en la película Rey por inconveniencia dirigida en 1966 por Philippe de Broca, en donde una mujer encabeza la liberación de unos locos internados en un manicomio, dentro de la película existía una vals que se aceleraba "locamente" que también sirvió de inspiración. Así comenzaron a hablar sobre la idea de hacer un tema inspirado en esta película. Ya en el segundo semestre de 1969, le llevó a Piazzolla una frase para tratar de armar la canción: "ya sé que estoy piantao...":

Después me dice "y cómo seguimos". Le digo "bueno, hacé vos una segunda que diga loco, loco, loco", e hizo esa hermosura. Y después dice "cómo seguimos", mirá, le digo, a mí me gustaría hacer un recitativo en el medio, y también uno al principio.
Horacio Ferrer.

Así surgió una de las canciones más populares de la música argentina[cita requerida], que además sacudiría los fundamentos de la canción rioplatense. El resultado fue una balada con ritmo de vals y dos recitados hechos a la medida de la expresividad de Amelita Baltar, por entonces esposa de Piazzolla.
La canción fue estrenada de inmediato en Michelángelo, pero poco después Piazzolla, Ferrer y Baltar deciden presentarla para concursar en el Primer Festival Iberoamericano de la Danza y la Canción que se realizó en el Luna Park de Buenos Aires entre del 9 al 14 de octubre de 1969, con un jurado de alto nivel internacional que integraban entre otros Vinicius de Moraes y Chabuca Granda. La Balada fue presentada la primera noche y tuvo una excelente acogida por parte del jurado, que la declaró finalista en el rubro "tango". Pero la decisión del jurado generó una controversia entre los organizadores, muchos de ellos tradicionalistas, que llevó a una modificación de las reglas del festival, desplazando al jurado de músicos por un "jurado popular" que en la final del 14 de octubre declaró ganadora a otra canción y en segundo lugar a "Balada para un loco". Hubo durante el festival impugnaciones, que argumentaban que el tema no podía ser considerado tango porque en gran parte de su extensión era un vals. Sería el voto popular lo que haría que "Hasta el último tren" ganará el concurso.

Mientras cantaba el tema, en las rondas preliminares, me gritaban "hija de perra" y cosas por el estilo. Incluso se me hacía difícil escucharme a causa de los gritos y los insultos. Lo del voto del público tuvo que ver, según me dijeron, con los intereses de una grabadora y con que le habían pagado a los organizadores. Y hubo presiones también de poetas de izquierda, que azuzaban al público y decían que no había que votar a la "Balada" porque era un tango oligarca, que hablaba de Callao y Arenales.
Amelita Baltar.

Pero pese a perder el festival y a la controversia entre tradicionalistas y vanguardistas sobre si "eso" era tango o no lo era, la canción ya había deslumbrado el gusto popular. Al día siguiente de finalizado el festival la canción cantada por Amelita Baltar fue lanzada como simple editado por CBS (n.º 22.169), junto con "Chiquilín de Bachín" como lado B. Al mes siguiente, se lanzó una nueva versión editada por RCA Victor (31A-1605), cantada por Roberto Goyeneche con la Orquesta de Astor Piazzolla.
En el primer mes el simple ya había vendido 200 000 unidades, transformándolo en un éxito histórico. La Balada... revolucionó la canción popular argentina y los versos de Ferrer pasaron a ser un lugar común de la cultura popular:

Ya sé que estoy piantao, piantao, piantao,
no ves que va la luna rodando por Callao...
Balada para un loco

Amelita Baltar, varias décadas después reflexionaría sobre aquellos hechos:

Quizás en aquel día histórico del concurso no ganamos el cheque, pero el tema quedó para siempre en la gente. Todos lo cantan. Son frases que quedaron y me las repiten cuando voy caminando por la calle.

El tema ha quedado como una de las canciones más famosas de la música latina de todos los tiempos. Gracias a la importancia cultural de la canción, en 2012, la Legislatura de la Ciudad de Buenos Aires estableció por ley 4179 denominar a la esquina de Corrientes y Callao, como "Esquina Horacio Ferrer", colocándose allí una placa que así lo indica.

## Grabaciones
Originalmente el contrato para editar un disco de "Balada para un loco" pertenecía a CBS, pero Astor Piazzolla utilizó el éxito del tema para negociar su regreso a RCA Victor, abandonando al sello Trova. El disco oficial con la versión del festival cantada por Amelita Baltar y con "Chiquilín de Bachín" en el lado B del sencillo salió a la venta a principios de 1970 por Columbia. La versión del festival se grabó el 13 de noviembre cuando el festival aun no había terminado, lo que demuestra la certeza que se tenía que aquel tema fuese el ganador. La canción que ocupó el segundo lado se grabó el 16 de marzo del siguiente año. Mientras Piazzolla se adelantó a grabar el mismo disco, aunque con la voz de Roberto Goyeneche para RCA, cuyas grabaciones se realizaron un 4 de noviembre, los arreglos fueron distintos a la versión del festival. Una diferencia con la versión de Goyeneche es una mayor presencia de cuerdas, y la asentuación del carácter melódico del tema. En "Chiquilín de Bachín" el arreglo era más simple que el que editó Columbia, sin el contracanto de oboe y con la orquesta marcando los tiempos iniciales de cada compás. El sencillo de RCA salió primero a la venta, y meses después se editó el disco de Columbia, seguido de Amelita Baltar interpreta a Piazzolla y Ferrer en donde se incluía, además de estas dos canciones, un nuevo grupo de temas, la serie de preludios, "Preludio para el año 3001", "Preludio para la Cruz del Sur" y "Preludio para un canillita", y otras baladas, "Balda para mi muerte", y "Balada para él". Algunas canciones grabadas en aquellas sesiones, pero no incluidas en aquel disco se agregaron a otros registrados en octubre y diciembre para conformar otro álbum titulado La Bicicleta blanca. Con el fin de capitalizar el éxito de "Balada para un loco", Piazzolla editó En persona, donde Ferrer recitaba las letras de las canciones mientras Piazzolla las tocaba solo con bandoneón. Si bien en la contraportada un texto sugería que las grabaciones se hicieron en forma casera y en seis horas, lo cierto es que el álbum se grabó en varias sesiones los días 2, 20 y 23 de octubre.

## La canción
La canción comienza con una notable melodía lenta en ritmo de vals, con un toque psicodélico, ejecutada por el piano, sobre el que la cantante interpreta un recitado que comienza con la frase: 

Las tardecitas de Buenos Aires tienen ese, qué se yo, ¿viste?

Un aparente narrador testimonial en segunda persona, se dirige de manera cómplice al oyente, para volverse narrador en primera persona y empezar a hablar de sí mismo: 

De repente, de atrás de un árbol, me aparezco yo.

El narrador se describe entonces a sí mismo, como un personaje improbable: 

Medio melón en la cabeza, las rayas de la camisa pintadas en la piel, dos medias suelas clavadas en los pies, y una banderita de taxi libre levantada en cada mano.

La narración pone al oyente frente a ese personaje que salta y baila frente a ella (se trata de una mujer), y que la hace reír. Hasta que le regala una banderita y empieza a cantar los versos más famosos de la canción:

Ya sé que estoy piantao, piantao piantao.
¿No ves que va la luna rodando por Callao?

La canción hace una defensa de la locura. "Piantao" es un término lunfardo del argot rioplatense, común a Buenos Aires y Montevideo, que significa "enajenado", "loco". Y "Callao" es la avenida Callao, que naciendo en el Congreso de la Nación se dirige hacia el Barrio Norte, barrio de clase alta, en donde es una de sus arterias centrales.

Yo le digo (a Piazzolla) "mirá, vamos a hacer una primera bis donde él le diga a ella que lo quiera así como es": quereme, está bien, pero quereme así, piantao, es mucho más tierno, quereme como soy, que ésa es la verdad del amor.
Horacio Ferrer

El loco no solo le propone a la mujer quererlo tal como es, sino que la invita a compartir su locura y a vivir la vida con la misma locura que él ("¡Bailá! ¡Vení! ¡Volá!").
Al promediar la canción aparece un nuevo recitado, similar al primero, pero con una letra distinta. Si en el primer recitado el loco se encuentra con la mujer y la seduce, en este segundo recitado ella se ha sumado a su locura y salen a recorrer Buenos Aires, corriendo por las cornisas con una golondrina en el motor. Pasan por el manicomio y reciben los aplausos de los locos allí recluidos ("De Vieytes nos aplauden"). La gente los saluda y bailan un vals con "un ángel y un soldado y una niña". Ferrer ha dicho que la canción estuvo en parte inspirada en la película Rey por inconveniencia, que narra la historia de un grupo de internos de un manicomio francés, durante la Primera Guerra Mundial, que quedan dueños de un pueblo, cuando todos huyen ante la llegada de los soldados alemanes.
Para el canto final la música de Piazzolla subraya ese espíritu de alegría y felicidad subiendo un tono y medio la escala mientras la letra dice:

Quereme así, piantao, piantao, piantao...
abrite los amores, que vamos a intentar,
la mágica locura total de revivir,
¡Volá conmigo ya! ¡Vení, volá, vení!

## Otras versiones
Fabián Rey y Trío interpretan esta canción en el álbum Tangos en el puerto, lanzado en 1972 y que incluye otros éxitos del tango.
José Ángel Trelles y Astor Piazzolla grabaron una versión en el disco Astor Piazzola Canta Jose Angel Trelles de 1975 (Coco Records).
Paco Herrera incluyó una versión en su disco Para beberte y beberte de 1983.
Domenico Modugno incluyó una versión en su disco Adesso non pensarci più de 1982.
La cantante portuguesa Dulce Pontes interpreta la canción en su álbum O primeiro Canto (El primer Canto), de 1999.
En 2015 la banda de rock argentino Brancaleone incluyó en su álbum La pena no vale la vida una potente versión de la canción con la voz de Horacio Ferrer recitando los versos.
Min Gyu Cho (tenor & member of Forestella) - South Korean SBS channel "THE STAGE Big Pleasure" (2018)
En noviembre de 2016, Fabiana Cantilo grabó una versión en vivo en su Proyecto.33 presentado en el teatro Maipo en Buenos Aires con la participación especial de Fernando Noy (ver video). El álbum Proyecto.33 fue lanzado en 2017. 
Silvana Cornejo interpreta esta canción en Symphonitango, con Luis Corral y el Ensemble Instrumental du Conservoitore de Musique de Poitiers, el 25 de marzo de 2017, Auditorium Saint-German, Poitiers.
Una versión de este tema fue incluida por la cantautora urugaya Marisol Redondo en su gira helvética "Richtertango", octubre de 2017.
La banda uruguaya Pecho e' Fierro incluye una versión en su disco "Plantando en el Horizonte" del año 2023.